# Eiskunstlauf-Weltmeisterschaften 1923
Die 21. Eiskunstlauf-Weltmeisterschaften 1923 fanden für die Herren- und Damenkonkurrenz am 27. und 28. Januar 1923 in Wien (Österreich) und für die Paarkonkurrenz am 21. Januar 1923 in Kristiania (Norwegen) statt.

## Ergebnisse

### Herren
| Platz | Sportler       | Land            |
| ----- | -------------- | --------------- |
| 1     | Fritz Kachler  | Österreich      |
| 2     | Willy Böckl    | Österreich      |
| 3     | Gösta Sandahl  | Schweden        |
| 4     | Ernst Oppacher | Österreich      |
| 5     | Ludwig Wrede   | Österreich      |
| 6     | Artur Vieregg  | Deutsches Reich |

Punktrichter waren:
- J. H. Clarke  Vereinigtes Königreich
- Hans Pfeiffer  Österreich
- O. Sampe  Schweden
- Otto Schöning  Deutsches Reich
- Josef Feller  Österreich

### Damen
| Platz | Sportlerin       | Land                   |
| ----- | ---------------- | ---------------------- |
| 1     | Herma Szabó      | Österreich             |
| 2     | Gisela Reichmann | Österreich             |
| 3     | Svea Norén       | Schweden               |
| 4     | Ethel Muckelt    | Vereinigtes Königreich |

Punktrichter waren:
- H. Pfeiffer  Österreich
- Otto Petterson  Schweden
- Otto Schöning  Deutsches Reich
- J. H. Clarke  Vereinigtes Königreich
- Josef Feller  Österreich

### Paare
| Platz | Sportler                                | Land     |
| ----- | --------------------------------------- | -------- |
| 1     | Ludowika Jakobsson / Walter Jakobsson   | Finnland |
| 2     | Alexia Bryn / Yngvar Bryn               | Norwegen |
| 3     | Elna Henrikson / Kaj af Ekström         | Schweden |
| 4     | Margit Engebretsen / Bjarne Engebretsen | Norwegen |
| 5     | Randi Bakke / Christen Christensen      | Norwegen |

Punktrichter waren:
- A. Anderberg  Schweden
- Sakari Ilmanen  Finnland
- Knut Oern Meinrich  Norwegen
- Per Thorén  Schweden
- H. R. Yglesias  Vereinigtes Königreich

## Medaillenspiegel
| Platz | Land       | Gold | Silber | Bronze | Gesamt |
| ----- | ---------- | ---- | ------ | ------ | ------ |
| 1     | Österreich | 2    | 2      | –      | 4      |
| 2     | Finnland   | 1    | –      | –      | 1      |
| 3     | Norwegen   | –    | 1      | –      | 1      |
| 4     | Schweden   | –    | –      | 3      | 3      |